# Croatian Bol Ladies Open 1997
Croatian Bol Ladies Open 1997 — жіночий тенісний турнір, що проходив на відкритих кортах з ґрунтовим покриттям у Болі (Хорватія). Належав до турнірів 4-ї категорії в рамках Туру WTA 1997. Турнір відбувся вчетверте і тривав з 28 квітня до 4 травня 1997 року. Мір'яна Лучич-Бароні здобула титул в одиночному розряді.

## Фінальна частина

### Одиночний розряд
Мір'яна Лучич-Бароні —  Коріна Мораріу 7–5, 6–7, 7–6
- Для Лучич це був єдиний титул за сезон і 1-й — за кар'єру.

### Парний розряд
Лаура Монтальво /  Генрієта Надьова —  Марія Хосе Гайдано /  Маріон Маруска 6–3, 6–1
- Для Монтальво це був єдиний титул за сезон і 2-й - за кар'єру. Для Надьової це був 1-й титул за рік і 2-й - за кар'єру.